# みずきえいむ
みずき えいむは、日本の漫画家。
主に成人向け漫画を執筆し、『COMIC RIN』（茜新社）の主力として活躍、後継誌『Juicy』にて活動する。
同人サークル「こうや堂」としても活動している。

## 作品リスト

### 漫画

#### 単行本
1. 『ヒメゴト』 （2001年3月3日発行[1]、茜新社〈TENMA COMICS〉、ISBN 4-87182-439-X）
2. 『B+』 （2002年2月22日発行[2]、茜新社〈TENMA COMICS〉、ISBN 4-87182-491-8）
3. 『AFTER SCHOOL』 （2003年3月5日発売[3]、コアマガジン〈ホットミルクコミックシリーズ155〉、ISBN 4-87734-615-5）
4. 『TOY BOX -ヒメゴト改訂版-』 （2004年10月5日、大都社〈ダイトコミックス〉、ISBN 4-88653-832-0）
5. 『MIX UP』 （2004年12月20日発売[3]、コアマガジン〈ホットミルクコミックシリーズ185〉、ISBN 4-87734-765-8）
6. 『No Make』 （2006年8月25日発売[4]、茜新社〈TENMA COMICS〉、ISBN 4-87182-866-2）
7. 『学校のない日』 （2008年4月25日発売[5]、茜新社〈TENMACOMICS RIN〉、ISBN 978-4-87182-987-8）
8. 『リップスティック』 （2009年11月27日発売[6]、茜新社〈TENMACOMICS RIN〉、ISBN 978-4-86349-116-8）
9. 『Trick And Treat』 （2011年10月28日発売[7]、茜新社〈TENMACOMICS RIN〉、ISBN 978-4-86349-252-3）

#### 単行本未収録作品
- COMIC RIN（茜新社）
  - ヒミツのアソビ[注 1]（Vol.4 2005年4月）[8]
  - ないしょの二人（Vol.6 2005年6月）[8]
  - 渚の気持ち（Vol.8 2005年8月）[8]
  - 密-ヒソカ-[注 2]（Vol.15 2006年3月）[9]
  - りびど～（2012年3月号）[10]
- Girls forM（茜新社）
  - EGO（Vol.1 2012年5月）[11]
- Juicy（茜新社）
  - 二人のヒミツ（No.2 2013年5月）[12]
  - 会長と。（No.4 2013年11月）[13]
  - もう少しだけ…（No.5 2014年2月）[14]
  - うぇるかむ！（No.8 2014年11月）[15]
  - 雨宿り（No.16 2016年11月）[16]

### ゲーム
- 『ぷちぷち☆魔女先生!』 （2003年12月19日、TerraLunar）